# Askidiosperma
Askidiosperma là một chi thực vật có hoa trong họ Restionaceae.